# Brot af Sigurðarkviðu
Pour les articles homonymes, voir Brot.

Le Brot af Sigurdarkvidu (Brot af Sigurðarkviðu en vieux norrois) ou Fragment du chant de Sigurd est un poème héroïque de l'Edda poétique. Il figure dans le Codex Regius à la suite du Sigrdrífumál.
Le début du poème a été perdu, mais il est possible de reconstituer que Gunnar demande à ses frères Högni et Guthorm de tuer Sigurd.

## Récit
Högni demande à Gunnar pour quelle raison il veut la mort de Sigurd. Gunnar lui répond que Sigurd lui a fait de faux serments. Gunnar et Högni font manger à Guthorm du serpent et du loup pour l'exciter au combat. 
Sigurd est tué. Un corbeau prédit alors aux trois frères que leur acte les mènera à la mort. 
Ne voyant pas Sigurd revenir, Gudrún s'en inquiète et Högni lui apprend alors le meurtre. Brynhild s'en réjouit et rit mais Gudrún maudit Gunnar. Une fois couché, celui-ci ne peut trouver le sommeil, repensant à la prédiction du corbeau.  
Le lendemain, Brynhild se réveille en pleurs. Elle a rêvé de mort et prédit la ruine des Niflungar. Elle reproche à Gunnar d'avoir trahi son frère de sang, alors que Sigurd avait été fidèle à ses serments : elle révèle en effet qu'une épée les séparait lors de leurs nuits ensemble.